# لیسا جکسون
سوزان لیزا جکسون (انگلیسی: Susan Lisa Jackson؛ زادهٔ ۱۹۵۲) از پرفروشترین نویسندگان اهل ایالات متحده آمریکا، با بیش‌از ۷۵ رمان عاشقانه است.